# Cresmiero
Il Cresmiero o Travacone (Treacù in dialetto cremasco), noto anche come roggia, colatore o, più raramente, cavo Cresmiero è un corso d'acqua che scorre interamente nel territorio comunale di Crema a sud della città.

## Vicende storiche
Il Cresmiero è un corso d'acqua che, seppur di breve lunghezza, 6 chilometri, assunse in passato una forte importanza in ambito economico.
Sull'origine naturale o artificiale della roggia gli storici non sono concordi. Secondo uno studio del 1984 a cura di Giancarlo Dossena e Antonio Viggiani tra il V secolo ed l'VIII secolo dopo Cristo vi furono una serie di mutazioni climatiche che avrebbero favorito abbondanti precipitazioni e la conseguente formazione della palude del Moso. Il Cresmiero ne fu il suo colatore principale che a sud-est, aggirando il dosso sulla quale fu fondata successivamente la città di Crema, finiva per terminare nella valle del Serio.
Il naturalista Valerio Ferrari, considerando che in antico il Serio scorreva più a oriente, e ciò è accertato sia dalle rilevazioni geologiche sia dalle fonti documentali, arrivò ad ipotizzare nel 1992 che il Cresmiero scorresse in passato in un antico paleoalveo e sfociasse nell'Adda presso Montodine. Tale corso d'acqua, in seguito, potrebbe aver fatto da "guida" al nuovo corso del Serio, dovuto, probabilmente a sovralluvionamenti e microspostamenti del terreno.
Infine, secondo Barbara Donarini, il Cresmiero fu costruito artificialmente per bonificare i terreni a sud della città di Crema.
Di fatto il primo documento che parla del Cresmiero è un contratto di locazione datato 22 aprile 1374 all'interno del quale viene citato l'aqua Casmarii, defluentis per Mosium Creme. L'utilizzo del termine aqua parrebbe supportare, secondo la terminologia in uso nel XIV secolo, l'ipotesi di un'origine naturale.

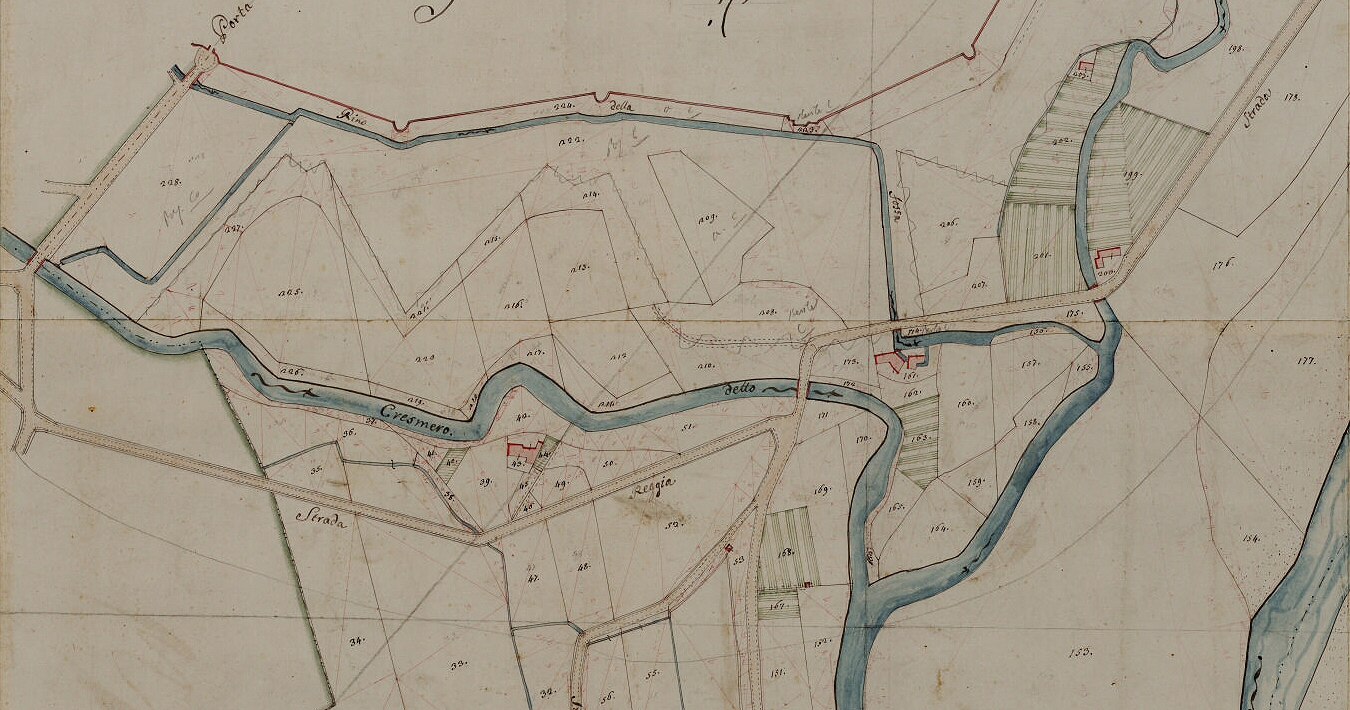
L'andamento del Cresmiero a sud delle mura di Crema Vi si ravvisano le porte Ombriano e Ripalta (già murata) e le tracce degli antichi rivellini. La Strada regia immediatamente a valle del corso d'acqua corrisponde all'attuale via Carlo Urbino che prosegue, dopo averlo scavalcato, nell'odierna via IV Novembre. Estratto della Mappa originale del Comune censuario di San Bartolomeo dei Morti, anno 1814, conservata presso l'Archivio di Stato di Milano.

L'etimologia è incerta: nei secoli XIV e XV il toponimo era costantemente Casmarius, successivamente italianizzato in Casmero oppure in Casmiro alla fine del Seicento; Carlo Piastrella lo riteneva un termine di origini latine, ossia dalla composizione di cattia (vaso, mestolo) e mara (palude) a rafforzare l'idea della funzione di scolmatore; peraltro, dalla stessa parola latina deriva il termine dialettale casül (mestolo, appunto). Altri (quali Maria Verga Bandirali, per esempio) vi ravvisano una radice celtico-gallica comune ad altri toponimi (la stessa Crema, Cremosano). Nei primi anni dell'XIX secolo si rafforza la forma Cresmero e a partire dalle tavolette dell'Istituto Geografico Militare del 1889 l'attuale denominazione.
Il termine popolare Treacù potrebbe, invece, derivare da extravacuare, ossia buttar fuori, perfettamente attinente all'intento di svuotare qualcosa, quale le acque della palude del Moso.
Il Cresmiero non entrò a far parte del sistema difensivo di Crema (come lo furono le rogge Rino, Crema, e Fontana), ma fu sfruttato per usi commerciali ed economici quali il trasporto delle merci e lo sfruttamento delle acque per il funzionamento di mulini. Inoltre, dal 1860 e per quasi un secolo le sue acque furono utilizzate per il funzionamento di una centrale a servizio della prima industria di Crema, un linificio.
Proprio grazie alla presenza della fabbrica si ha a disposizione una più corposa documentazione relativa allo sfruttamento delle sue acque e, in particolare, sulla gestione del consorzio che riunisce i proprietari dei terreni prospicienti il Cresmiero. Il riconoscimento giuridico del consorzio denominato Consorzio Cavo Colatore Cresmiero, tuttavia, è piuttosto tardo essendo avvenuto con atto datato 8 giugno 1931.

## Il linificio e lo sfruttamento delle acque

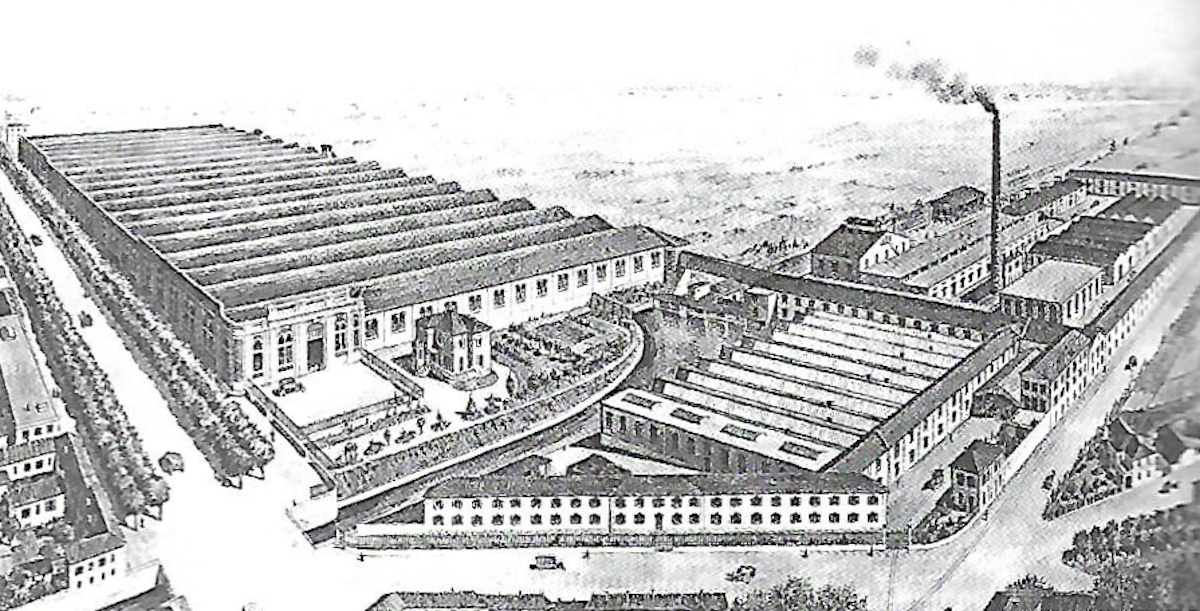
Disegno aereo del linificio nel 1929, che si collocava tra le vie ora denominate viale Repubblica, via Adua e via Carlo Urbino.

Il Cresmiero influenzò la scelta per l'ubicazione della prima fabbrica di Crema: nel 1860 la ditta Giuseppe Maggioni & C. di Milano iniziò a costruire tra il Cresmiero e la Strada postale di Brescia (odierna via Carlo Urbino) uno stabilimento per la filatura del lino, della canapa e per la produzione della carta. Contestualmente il Consorzio di gestione delle acque del Cresmiero acconsentiva la cessione di acqua ad uso di forza motrice in cambio di un corrispettivo.

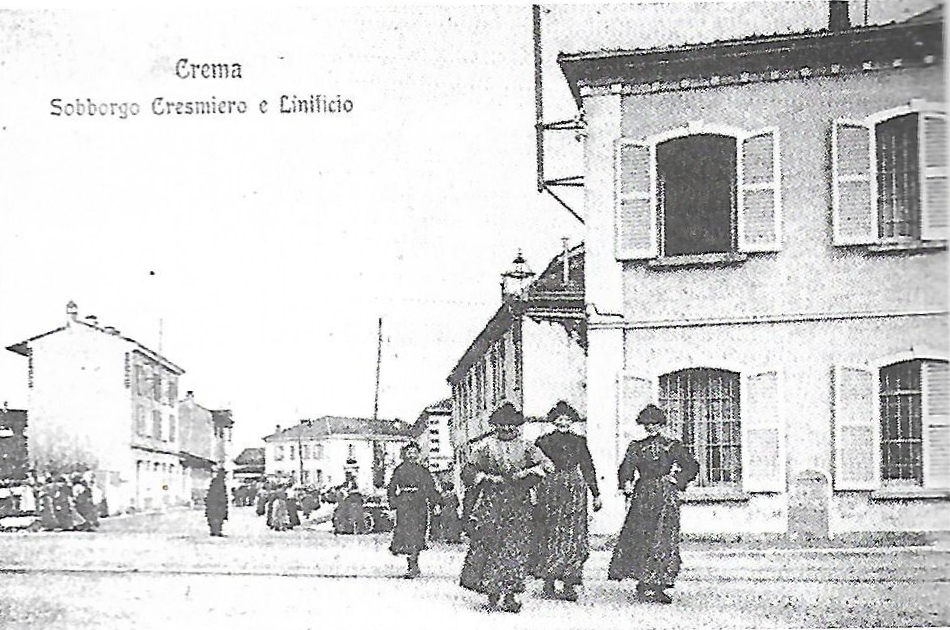
L'incrocio tra via Adua e via Carlo Urbino in una cartolina della prima metà del XX secolo.

Venne realizzata, così, una piccola centrale che sfruttando un salto d'acqua, era in grado di provvedere autonomamente all'energia elettrica e termica.
Successivamente la ditta venne ceduta alla Luigi Maggioni & C. che in seguito fallì e pervenne alla Società Italiana di Linificio e Canapificio, la quale ottenne, nel 1886, un ulteriore uso delle acque. Alla società spettava anche la manutenzione del cavo.
Nel 1913 il linificio si ampliò con una nuova imponente costruzione, a settentrione del Cresmiero, occupando un'area di 11.000 m² fino all'attuale via Francesco Crispi.
Nel 1926 la direzione dell'azienda chiese di ammettere nel Consorzio la ditta quale utilizzatrice delle acque, ma la domanda fu respinta poiché ciò avrebbe comportato un pagamento in proporzione all'uso e non la tariffa annuale, più vantaggiosa, stabilita dal Consorzio stesso.
Lo sfruttamento del Cresmiero da parte del Linificio si protrasse fino agli anni cinquanta: nel dopoguerra l'azienda entrò in crisi finanziaria sia per la forte concorrenza con le ditte più piccole, sia per la sempre maggior richiesta di materiale di tipo sintetico al posto delle fibre naturali. Venne chiuso nel 1955 e dal 1957, data dell'ultima corrispondenza, il Consorzio di gestione fu definitivamente privato di un'importante fonte economica.
La fabbrica a monte del corso d'acqua venne totalmente demolita e la sua area adibita ad zona residenziale intensiva; sopravvisse solo la Casa del Direttore. Le strutture a meridione del Cresmiero ed alcune abitazioni (ex magazzini) sono invece in gran parte ancora esistenti, così come l'ex convitto per il personale femminile proveniente dai paesi: oggi ospita il Commissariato di Pubblica sicurezza e la Polizia stradale.

## L'alluvione del 1979 e lo spostamento della foce
Il 22 settembre 1979 la Lombardia fu interessata da un'eccezionale precipitazione che causò lo straripamento del Serio. Le acque si riversarono anche in alcuni quartieri della città: Santa Maria della Croce, San Bernardino, Castelnuovo ed un'area prossima a Porta Serio. Contestualmente si gonfiarono anche le rogge irrigue, tra le quali il Cresmiero le cui acque, a causa della piena del Serio, non poterono essere riversate nel fiume straripando e allagando l'area denominata del Pergoletto. Disagi avvennero anche a causa dell'isolamento che ebbe la caserma dei Vigili del fuoco.
Quale soluzione all'inconveniente del reflusso delle acque del Cresmiero fu scelto di realizzare un "diversivo" che portasse a far sfociare la roggia nel Serio molto più a sud, allungandone il percorso. Il bando d'appalto fu pubblicato nel 1982 e il nuovo letto fu scavato l'anno successivo. Per permettere il superamento del nuovo colatore da parte dell'ex Paullese fu costruita una variante provvisoria della strada che rimase in funzione tra i mesi di luglio e settembre del 1983.

## Il Percorso
Il Cresmiero trae origine nel cosiddetto Gurgh dale Campàne (Gorgo delle Campane). Si tratta dell'impianto idraulico di inizio Novecento che dà vita a un piccolo laghetto dove si formano dei mulinelli (le campàne, in dialetto). Da qui prende il via l'asta del Cresmiero che attraversa la parte meridionale del Moso sopra il campo da golf della cascina Ombrianello.
Dopo la cosiddetta "gronda" entra nel quartiere di San Carlo attraversando, spesso in aree fortemente antropizzate, tutta l'espansione moderna della città. All'approssimarsi del Serio inizia il diversivo che lo porta a scorrere più o meno parallelamente al fiume fino a sfociare a valle della tangenziale.